# Alexandre II Ghica
Pour les articles homonymes, voir Ghica.
Alexandre II Ghica ou Alexandru Dimitrie Ghika IX, né en 1795, possiblement le 1er mai, mort en janvier 1862, est un membre de la Famille princière Ghica. Il est prince de Valachie de 1834 à 1842 puis Caïmacan de Valachie de 1856 à 1858. 

## Origine
Alexandre II Ghica est le fils de Démétre (1724-1807) et de son épouse Maria Vãcãrescu.  
Il est également le frère cadet du prince Grigore IV Ghica. Son père avait exercé de nombreuses fonctions à la cour de Valachie pendant près de 50 ans dont celle de Mare Ban de 1769 à 1804.

## Règnes
Après l’occupation de la Valachie par les troupes russes du général Paul Kisseleff (1829-1834) consécutive à la Guerre russo-turque de 1828-1829, il est reconnu prince de Valachie le 2 avril 1834.
En 1840, il fonde la ville d’Alexandria, située à 80 km au sud de Bucarest. En 1842, il reçoit un sabre d’honneur du gouvernement ottoman en témoignage de la haute satisfaction du sultan. Toutefois, la même année, le Sultan est contraint d’émettre  un Firman de révocation à son égard sous la pression de l’Empire russe. Alexandre II Ghica abdique le 19 octobre 1842 et il est remplacé par Georges III Bibesco qui était le chef du parti Boyard qui s’opposait à lui.
À la suite de la nouvelle occupation des provinces danubiennes par les armées russes en 1853-1854 et du retour de la souveraineté ottomane, il est de nouveau porté au pouvoir avec le titre de Caïmacan le 25 juillet 1856 en remplacement de Barbu Știrbei, mais il doit se retirer le 30 octobre 1858 et laisser la place à un gouvernement provisoire composé de partisans de l'union des principautés ; Ioan Manu, Emanoil Băleanu Ioan Al.Filipide qui favoriseront l’accession au trône d’Alexandre Jean Cuza. 
Alexandre II Ghica s’exile en Italie où il meurt sans postérité près de Naples en janvier 1862. Son corps est ramené en Roumanie et est inhumé dans le Palais Ghika–Tei. En 1994, les restes du prince Alexandre II Ghica sont transférés de Bucarest à la cathédrale d’Alexandria.